# Carpisa
Carpisa, marchio di proprietà Kuvera S.p.A., è un brand italiano di borse, valigie, accessori e prodotti di pelletteria, fondato dall’imprenditore Raffaele Carlino nel 1982, di cui oggi è sia presidente del Consiglio di Amministrazione che responsabile del Dipartimento Stile. Il simbolo è una piccola tartaruga. L'azienda fa parte dal 2011 di Pianoforte Holding S.p.A.
La sede centrale del brand è a Nola, in provincia di Napoli, in una struttura di oltre 12.000 mq. 

## Storia
Il marchio, nato con una serie di negozi situati nel territorio napoletano, assunse gradualmente un volume di affari  di interesse nazionale e internazionale. Concentrò la propria attività sullo sviluppo di nuovi prodotti e funzionalità, ma anche per la ricerca di nuovi materiali e tecnologie.

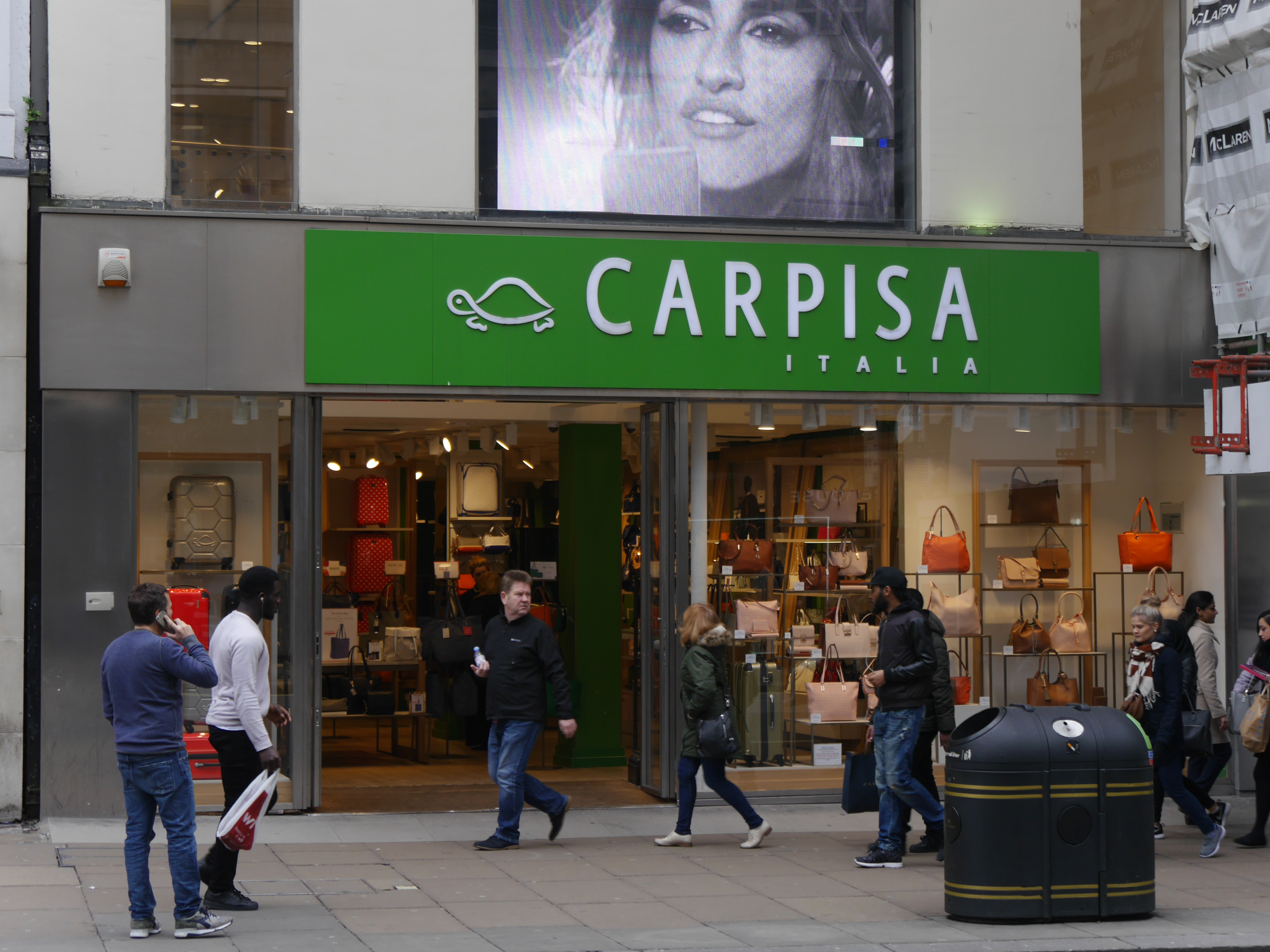
Negozio Carpisa di Oxford Street a Londra, nel 2016

Nel 2004 aprì in Svizzera il primo negozio internazionale, mentre in Italia raggiunse i 100 punti vendita monomarca; l'anno successivo a Hangzhou, in Cina, aprì un ufficio sourcing e controllo qualità.
Nel 2007 aprì uno store a Londra, ad Oxford Street. Nel 2009 fu inaugurata la nuova sede di Nola, mentre a Milano aprì il Maxistore all'interno della Galleria Vittorio Emanuele II.
Nel 2011 Carpisa entrò a far parte di Pianoforte Holding S.p.A, nella quale conversero due brand: Carpisa e Yamamay.
Nel 2016 il marchio era presente in 45 paesi del mondo con oltre 200 negozi.
Dal 2020 l'azienda iniziò ad utilizzare maggiormente materiali ecologici ed ecosostenibili.

## Prodotti
Carpisa produce prodotti per la mobilità per adulti e bambini, tra cui borse, zaini, portafogli, valigie e bagagli di varie dimensioni con relativi accessori.

## Sponsorizzazioni
Nel 2003 sponsorizzava la squadra di pallanuoto del Posillipo, che vinse il campionato italiano 2003-2004.
Nel 2005 sponsorizzava la squadra del Basket Napoli, che vinse la Coppa Italia.
Nel 2007 partecipò come sponsor e licenziatario all'America's Cup, disputata a Valencia con +39 Challenge.
Nel 2020 partecipò alla campagna Tartalove di Legambiente.

## Gruppo Pianoforte Holding
Nato nel 2011 dalla fusione di Inticom-Yamamay e Jaked con Kuvera-Carpisa, il gruppo fa capo alle famiglie napoletane Cimmino e Carlino. Opera attraverso tre brand: Yamamay (biancheria intima), Carpisa (borse e valigie) e Jaked (costumi). Presidente è Luciano Cimmino. 
Nel 2017 il gruppo contava 1.298 negozi in 52 paesi, di cui 900 in Italia. Il fatturato del gruppo nel 2022 è stato di 250 milioni di euro. Al 2024 il gruppo possiede 1.300 negozi, con più di 1.200 dipendenti.